# 上長山町
上長山町（かみながやまちょう）は、愛知県豊川市の地名。

## 地理

### 河川・池沼
- 豊川

### 字一覧
- 赤羽根（あかばね）
- 井上（いがみ）
- 一ノ沢（いちのさわ）
- 後田（うしろだ）
- 臼屋（うすや）
- 大山（おおやま）
- 奥三手川（おくみてがわ）
- 上新屋（かみあらや）
- 上ノ平（かみのひら）
- 北宝地（きたほうぢ）
- 小南口（こなこう）
- 小南口原（こなこうばら）
- 西原（さいばら）
- 下三手川（しもみてがわ）
- 下割田（しもわりでん）
- 白鳥前（しらとりまえ）
- 新道下（しんみちした）
- 宝（たから）
- 宝川（たからがわ）
- 田川（たがわ）
- 大東原（だいとうばら）
- 土橋（つちはし）
- 手取（てどり）
- 藤八（とうはち）
- 中三手川（なかみてがわ）
- 西新屋（にしあらや）
- 西水神平（にしすいじんびら）
- 野添（のぞえ）
- 東新屋（ひがしあらや）
- 東水神平（ひがしすいじんばら）
- 東原（ひがしばら）
- 火防（ひぶせ）
- 本宮下（ほんぐうした）
- 南田（みなみだ）
- 南宝地（みなみほうじ）
- 宮ノ前（みやのまえ）
- 六郎辻（ろくろうつじ）
- 割田（わりでん）

### 交通
- 国道151号
- 愛知県道21号豊川新城線
- 新東名高速道路
- 飯田線長山駅

### 施設
- 豊川市立一宮東部小学校
- 豊川市 一宮焼却灰最終処分場
- 一宮生涯学習センター
- 白鳥神社
- 上長山コミュニティーセンター
- 慶住寺
- 安盛院
- 若宮八幡神社
- 宝円寺

## 歴史

### 沿革
- 2006年（平成18年）2月1日 - 宝飯郡一宮町大字上長山が合併に伴い、豊川市上長山町となる[WEB 6]。

### 人口の変遷
国勢調査による人口および世帯数の推移。
| 1995年（平成7年）  | 662世帯 2022人 |  |
| 2000年（平成12年） | 654世帯 1980人 |  |
| 2005年（平成17年） | 666世帯 1976人 |  |
| 2010年（平成22年） | 712世帯 2021人 |  |
| 2015年（平成27年） | 665世帯 1899人 |  |
| 2020年（令和2年）  | 671世帯 1775人 |  |

### WEB
1. ↑  “愛知県豊川市の町丁・字一覧”.   人口統計ラボ. 2024年5月1日閲覧。
2. 1 2  総務省統計局 (2022年2月10日). “令和2年国勢調査の調査結果(e-Stat) - 男女別人口，外国人人口及び世帯数－町丁・字等” (CSV). 2023年8月2日閲覧。
3. ↑  “読み仮名データの促音・拗音を小書きで表記するもの(zip形式) 愛知県” (zip).   日本郵便 (2024年2月29日). 2024年3月26日閲覧。
4. ↑  “市外局番の一覧” (PDF).   総務省 (2022年3月1日). 2022年3月22日閲覧。
5. ↑  “ナンバープレートについて”.   一般社団法人愛知県自動車会議所. 2024年1月21日閲覧。
6. ↑  “愛知県豊川市の郵便番号一覧”.   日本郵便. 2024年5月2日閲覧。
7. ↑  総務省統計局 (2014年3月28日). “平成7年国勢調査の調査結果(e-Stat) - 男女別人口及び世帯数 －町丁・字等” (CSV). 2021年7月20日閲覧。
8. ↑  総務省統計局 (2014年5月30日). “平成12年国勢調査の調査結果(e-Stat) - 男女別人口及び世帯数 －町丁・字等” (CSV). 2021年7月20日閲覧。
9. ↑  総務省統計局 (2014年6月27日). “平成17年国勢調査の調査結果(e-Stat) - 男女別人口及び世帯数 －町丁・字等” (CSV). 2021年7月21日閲覧。
10. ↑  総務省統計局 (2012年1月20日). “平成22年国勢調査の調査結果(e-Stat) - 男女別人口及び世帯数 －町丁・字等” (CSV). 2021年7月21日閲覧。
11. ↑  総務省統計局 (2017年1月27日). “平成27年国勢調査の調査結果(e-Stat) - 男女別人口及び世帯数 －町丁・字等” (CSV). 2021年7月21日閲覧。